# Colonna della Santissima Trinità (Dubá)
La colonna della Santissima Trinità (in ceco Sloup Nejsvětější Trojice) è il monumento tardo barocco che domina la parte alta della piazza Masaryk di Dubá, comune del Distretto di Česká Lípa, nella Regione di Liberec, Repubblica Ceca. La sua erezione risale alla prima metà del XVIII secolo e viene considerata un monumento culturale nazionale.

## Storia

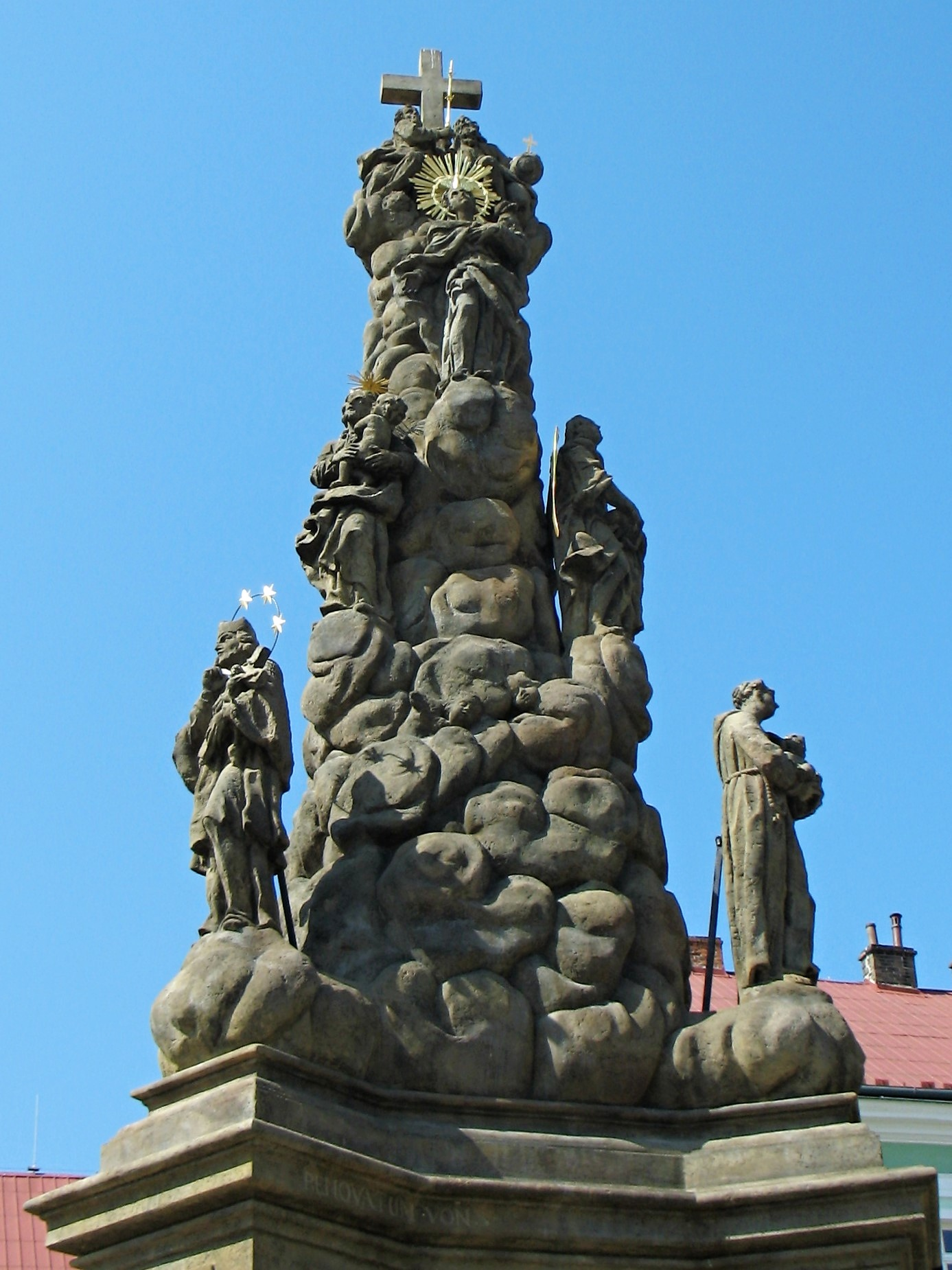
Parte superiore della colonna

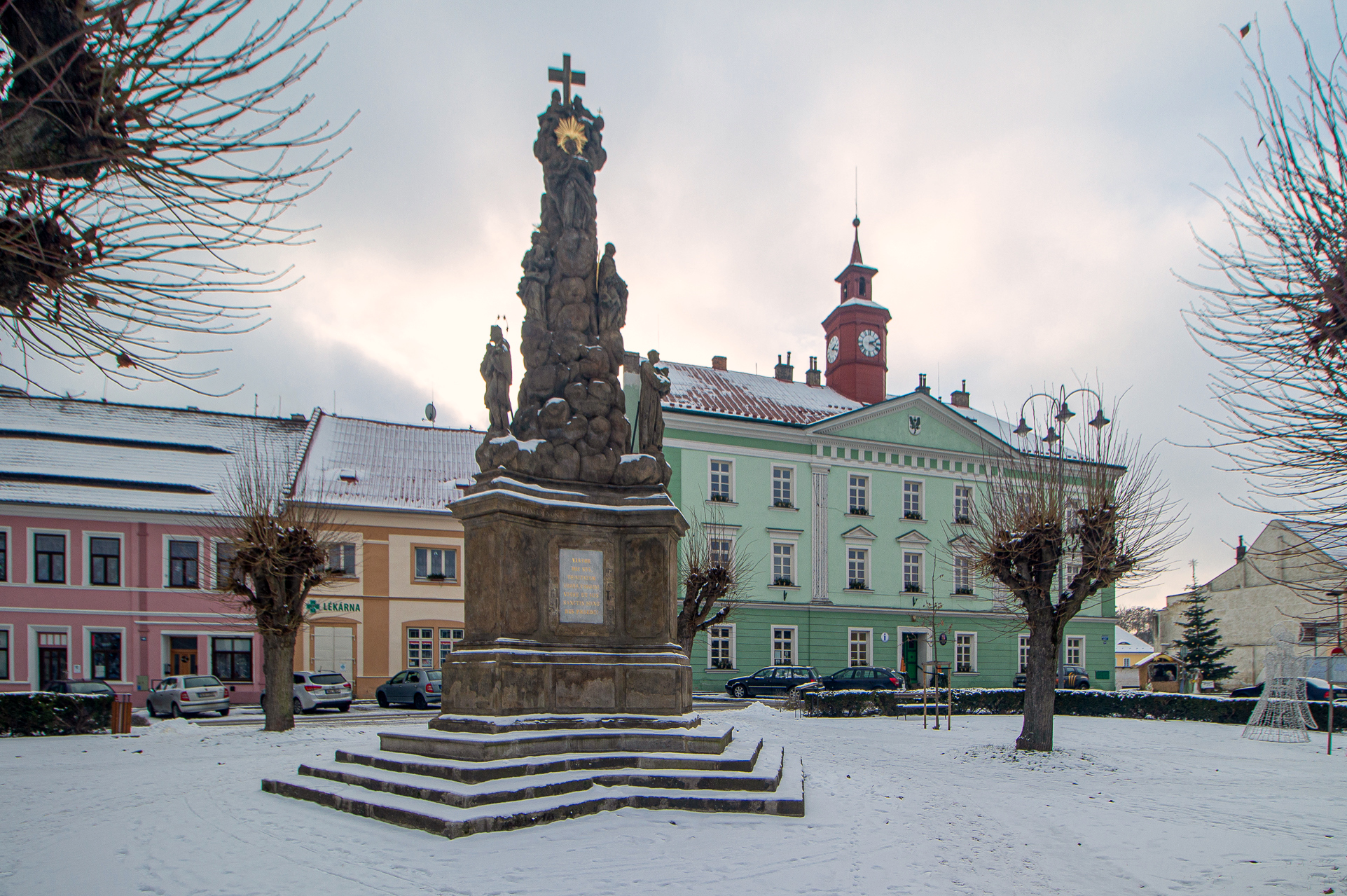
Colonna della Santissima Trinità in Masaryk náměstí dopo una nevicata

La colonna della Santissima Trinità in piazza Masaryk fu fatta innalzare nel 1726 dalla contessa Anna Kateřina Sweerts-Sporck che ne affidò la realizzazione allo scultore Franz Tollinger. La colonna è stata completamente restaurata nell'autunno 2018.

## Descrizione
La colonna della Santissima Trinità si trova in piazza Masaryk a Dubá, comune della Regione di Liberec in Repubblica Ceca. Il monumento tardo barocco si trova al centro della piazza ed è costituito dalla statua posta su una colonna in arenaria. La statua raffigura la Santissima Trinità ed è completata da statue di santi. La base è riccamente lavorata e nella parte centrale lapidea vi sono elementi decorativi sporgenti. Al centro sono poste moderne lastre di marmo con iscrizioni. L'iscrizione anteriore più interessante recita: "VIATOR, HIC STA, TRINITATEM ADORA, VIRGINI VITAE ET HIS SANCTIS HONORES PRAEBE" (Viandante, stai qui, invoca la Trinità, la Vergine, la vita e questi santi rendi onore). Tutte le lastre di marmo con iscrizioni sarebbero installate dove precedentemente si trovavano le iscrizioni originali con cronogrammi. Dalla base emerge un pilastro a forma di nuvola su cui sono montate una serie di statue di santi e figure o teste angeliche. Il pilastro è sormontato dal gruppo principale della Santissima Trinità con in basso la figura della Vergine Maria.  Sotto vi sono le statue di tre santi in piedi su nuvole che raffigurano San Giovanni Nepomuceno, Sant'Antonio da Padova e Santa Ivana. Sul piano superiore si trovano le raffigurazioni di San Giuseppe con il bambino Gesù, l'Arcangelo Raffaele con il piccolo Tobia e  San Giuda Judy Taddeo. Sopra vi è la statua raffigurante la Vergine Maria situata direttamente sul lato anteriore sotto la scultura superiore. La Vergine è raffigurata come una fanciulla con sottoveste e mantello. L'apice del monumento è la statua raffigurante la Santissima Trinità vittoriosa nelle sembianze di Cristo con lo scettro del governo mondiale e di Dio Padre con una sfera con una croce al fianco. Entrambe le figure si trovano sullo sfondo di un'enorme croce e poggiano su nuvole intervallate da teste di angeli. Tra Cristo e Dio Padre è posta la Colomba dello Spirito Santo con un alone di raggi metallici.

### Monumento nazionale culturale della Repubblica Ceca
La tutela dei monumenti della Repubblica Ceca considera la colonna della Santissima Trinità a Dubá un monumento culturale nazionale tutelato col numero di catalogo 1000124458.